# Bjarte Myrhol
Bjarte Håkon Myrhol, más conocido como Bjarte Myrhol, (Oslo, 29 de mayo de 1982) es un exjugador de balonmano noruego que jugaba como pivote. Su último equipo fue el Skjern HB. Fue un componente de la selección de balonmano de Noruega.

Con la selección consiguió la medalla de plata en el Campeonato Mundial de Balonmano Masculino de 2017 y en el Campeonato Mundial de Balonmano Masculino de 2019.
Fue elegido en el equipo ideal del Mundial 2017 junto a sus compatriotas Sander Sagosen y Kristian Bjørnsen.
El Rhein-Neckar Löwen retiró el número 18 en su honor cuando este dejó el club alemán.

## Palmarés

### Sandedjord
- Liga de Noruega de balonmano (3): 2003, 2004, 2005
- Copa de Noruega de balonmano (3): 2003, 2004, 2005

### Veszprém
- Liga húngara de balonmano (1): 2006

### Skjern
- Liga danesa de balonmano (1): 2018

## Clubes
- Vestli IL ( -2001)
- Sandedjord (2001-2005)
- MKB Veszprém (2005-2006)
- HSG Nordhorn-Lingen (2006-2009)
- Rhein-Neckar Löwen (2009-2015)
- Skjern HB (2015-2021)